# ミック・ケラー
マイケル・デニス・ミック・ケラー（Michael Dennis "Mick" Kelleher、1947年7月25日 - ）は、アメリカ合衆国・ワシントン州シアトル出身の元プロ野球選手（内野手）、指導者。右投右打。

## 経歴

### 現役時代
1969年、MLBドラフト3巡目（全体69位）でセントルイス・カージナルスから指名を受け、6月17日に契約。
1973年10月23日に金銭トレードでヒューストン・アストロズへ移籍。
1974年12月13日に金銭トレードでカージナルスに復帰。
1975年12月22日にビクター・ハリスとのトレードでシカゴ・カブスへ移籍。
1980年10月23日にFAとなった。
1981年3月8日にシカゴ・カブスと契約。4月1日に金銭トレードでデトロイト・タイガースへ移籍。
1982年4月21日に金銭トレードでカリフォルニア・エンゼルスへ移籍。
1983年3月23日に放出され、サンディエゴ・パドレスに移籍。この年限りで引退した。

### 引退後
1986年、ピッツバーグ・パイレーツの一塁コーチに就任。
1991年のシーズン途中にカブスのドン・ジマー監督が解任され、AAA級アイオワ・カブスのジム・エッシアン監督が昇格。5月21日にAAA級アイオワの監督の後任としてケラーが就任した。チームは首位と1ゲーム差の西地区2位（リーグ3位）に終わった。
1996年からニューヨーク・ヤンキースのディフェンシブ・コーディネーターに就任。1998年にはスカウトを兼任した。
2002年オフにタイガースの一塁コーチに就任し、3年間務める。
2006年からはヤンキース傘下の内野守備コーチとして3年間務めた。
2008年11月13日にヤンキースの一塁コーチに就任した。
2014年10月10日に「新しいコーチを加え、化学変化を起こしたい」との理由で解雇された。